# Симеон Поплазаров
Симеон Поплазаров или Лазаров (изписване до 1945 година: Симеон попъ Лазаровъ) е български свещеник, просветен деец и общественик, деец на Кичевската българска община.

## Биография
Симеон Поплазаров е роден в град Кичево, тогава в Османската империя, днес в Северна Македония. Става свещеник и работи като български учител в родния си град. След Младотурската революция в 1908 година Поплазаров, заедно с Анастас Митрев и Методи Стършенов, оглавява отряд милиция в Кичево, в който влизат и турци, и албанци и който обикаля Кичевско и Поречието, за да наложи Хуриета, след което се отправя към вилаетския център Битоля.
Попаднали под сръбска окупация, българите от Кичевско изпращат делегация до София, предвождана от кичевските учители свещеник Симеон Поплазаров, Методи Стършенов и Г. Иванов), с цел да се яви пред българския министър-председател Иван Евстратиев Гешов, да помоли за помощ и да проси бързо и енергично застъпничество за измъченото кичевско население. През април 1913 година делегациите от Кичевския край публикуват и мемоара „Кичево в миналото си и сега“, който да запознае българската общественост с историята на техния край и методите на новите сръбски окупационни власти.